# De vulgari eloquentia
De vulgari eloquentia (traduzido livremente para o português, Sobre a eloquência vernácula) é o título de um ensaio de Dante Alighieri, escrito em latim, inicialmente pensando com quatro livros, mas abandonado no meio do segundo. Provavelmente foi composto pouco depois de Dante ter sido exilado; evidência interna aponta para uma data entre 1302 e 1305. O primeiro livro lida com a relação entre o latim e o vernáculo, e a busca por um vernáculo ilustre no território italiano, enquanto o segundo é uma análise do "canto", ou canção (também dito "canzone" em italiano), um gênero literário.
Ensaios em latim eram muito populares na Idade Média, mas Dante faz algumas inovações em seu trabalho: primeiramente, o assunto, que é o vernáculo, era uma escola incomum à época. Em segundo, a forma com que Dante aborda o assunto, isto é, concedendo ao vernáculo a mesma dignidade que era apenas reservada ao latim. Dante escreveu este ensaio a fim de analisar a origem e a filosofia do vernáculo, porque, em sua opinião, a língua não é algo estático, mas algo que evolui e precisa de contextualização histórica.